# Kurdischer Nationalrat
Der Kurdische Nationalrat (englisch Kurdish National Council (KNC), kurdisch Encûmena Niştimanî ya Kurdî li Sûriyeyê, Kürzel ENKS, arabisch المجلس الوطني الكردي al-Madschlis al-Watani al-Kurdi) ist ein Oppositionsbündnis aus 14 kurdischen Parteien in Syrien. Die größte Mitgliedspartei ist die Demokratische Partei Kurdistan-Syrien. Die Gründung des Kurdischen Nationalrats, zu Beginn noch aus elf kurdischen Parteien bestehend, geht auf eine Einigung in Arbil am 26. Oktober 2011 unter der Vermittlung Masud Barzanis zurück und folgte damit der kurz vorangegangenen Gründung des Syrischen Nationalrats (SNC).

## Ziele und Beziehung zur arabischen Opposition
Der KNC setzt sich für eine politisch dezentralisierte Regierungsform in den bestehenden Grenzen Syriens, die verfassungsrechtliche Anerkennung der kurdischen Minderheit, die Entfernung diskriminierender Gesetze gegenüber Kurden und deren vergangener Auswirkungen ein.
Fortwährende Differenzen mit dem SNC über die Rechte der Kurden in einer möglichen Post-Assad-Ära führten 2012 zum Auszug der kurdischen Fraktion aus dem SNC. Zuletzt kam es im Juli 2012 auf einer Konferenz der syrischen Opposition in Kairo zu körperlichen Auseinandersetzungen zwischen beiden Lagern. Kurdische Parteien beschuldigten auch die Türkei, Druck auf den SNC auszuüben, um die kurdische Frage in Syrien zu marginalisieren. Mit Hinblick auf diese Differenzen haben sich vier weitere kurdische Parteien dem KNC angeschlossen und die Gesamtzahl betrug (Stand Januar 2013) 14. Im November 2013 trat der Kurdische Nationalrat mit elf Mitgliedern der Nationalkoalition syrischer Revolutions- und Oppositionskräfte in Istanbul bei.
Der Vorsitz rotiert in regelmäßigen Abständen zwischen den Vorsitzenden der einzelnen Parteien.
Gemeinsam mit der Partei der Demokratischen Union (PYD) repräsentiert der Kurdische Nationalrat die kurdische Opposition in Syrien. In einem Vertrag, wieder unter der Schirmherrschaft Masud Barzanis, versuchte der KNC seine innerkurdischen Differenzen mit der PYD beizulegen. Dieser im Juli 2012 unterzeichnete Vertrag von Arbil soll die gemeinsame Selbstverwaltung der kurdischen Gebiete in Nordsyrien durch das Hohe Kurdische Komitee regeln.

## Mitgliedsparteien
| Name                                                 | Vorsitzender       |
| ---------------------------------------------------- | ------------------ |
| Demokratische Partei Kurdistan-Syrien (PDK-S)        | Si'ud Mala         |
| Kurdische Yekîtî Partei in Syrien (Yekîtî)           | Ibrahim Biro       |
| Demokratische Einheitspartei Kurdistans              | Kamiran Haj Abdo   |
| Kurdisch Demokratische Patriotische Partei in Syrien | Tahir Sa'dun Sifûk |
| Kurdisch Demokratische Gleichheitspartei in Syrien   | Ni'mat Dawud       |
| Kurdische Demokratische Partei in Syrien (el-Partî)  | offen              |
| Kurdische Reform Bewegung                            | Feysel Yusuf       |
| Kurdisch-Demokratische Linke Partei in Syrien        | Shalal Gado        |
| Linke Partei Kurdistan-Syrien                        | Mahmud Mala        |
| Kurdische Zukunftsbewegung in Syrien                 | Siamend Hajo       |
| Kurdische Zukunftsbewegung in Syrien                 | Narin Matini       |
| Syrischer Yezidi-Rat                                 |                    |